# Vlag van West-Pommeren

Vlag van West-Pommeren

De vlag van West-Pommeren bestaat uit drie even brede verticale banen, waarvan de middelste rood is en de andere twee wit zijn. De vlag werd aangenomen op 23 oktober 2000. Het ontwerp van de vlag was van Hanna Dąbrowska. In sommige vlaggen staat in het midden van de rode baan het wapen van West-Pommeren; dit is een griffioen die ook voorkomt in de vlag van Pommeren en de vlag van Mecklenburg-Voor-Pommeren.